# Piasecznia (osada leśna)
Piasecznia – osada leśna w Polsce, położona w województwie mazowieckim, w powiecie ostrołęckim, w gminie Kadzidło.
W latach 1975–1998 miejscowość administracyjnie należała do województwa ostrołęckiego.